# Monastère bénédictin de Kep
Le monastère bénédictin de Kep appelé également monastère de la mer Tranquille (Santa-sakor-aram en phonétique cambodgienne) était un monastère bénédictin situé au Cambodge dans la ville de Kep.
Il fut fondé par des moines de l’Abbaye Sainte-Marie de la Pierre-qui-Vire en 1952 et détruit par les Khmers rouges, en 1975.
Il s’agissait du dernier ordre catholique à être arrivé au Cambodge avant la prise du pays par les Khmers rouges et l’éradication de toute présence religieuse qui s’est ensuivie.

## Historique

### Origine

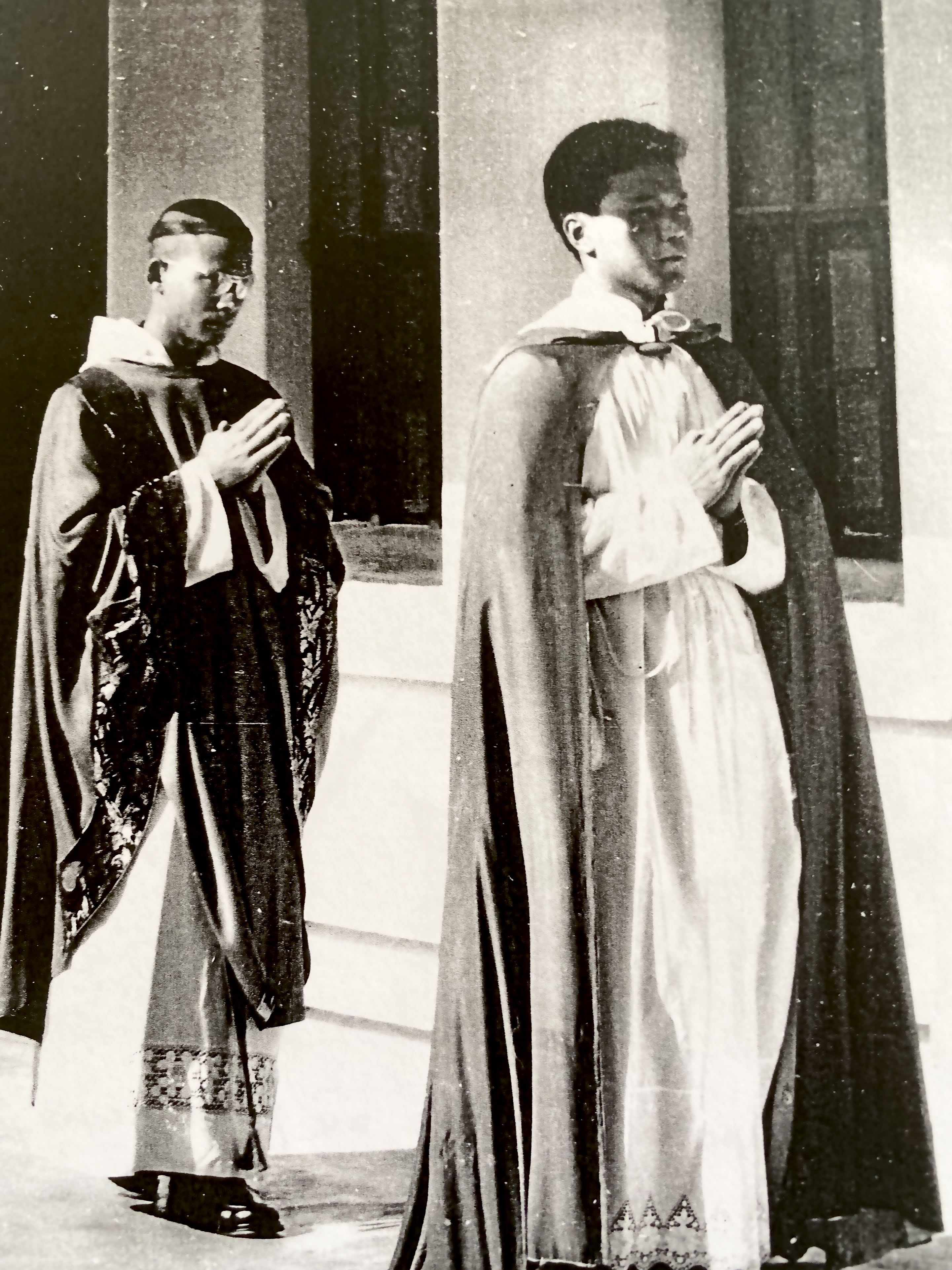
Le père Joseph Chhmar Salas, en procession dans la cloître du monastère, remplit le rôle de prêtre assistant, dans la célébration de la grand messe solennelle, après l'ordination d'un des moines portant la tonsure.

En 1950, l’Abbaye Sainte-Marie de la Pierre-qui-Vire envoya quatre moines au Vietnam pour fonder une nouvelle communauté. Tentant une installation à Bình Đại (en) en Cochinchine au Viêt Nam dans la province de Bến Tre, la communauté ne resta finalement que deux ans avant de s'installer en 1952 au Cambodge avec un frère bénédictin vietnamien.
Kep, sous la juridiction catholique du Vicariat apostolique de Phnom-Penh avec à sa tête Mgr Jean-Baptiste Chabalier des Missions étrangères de Paris, fut alors choisie pour être la troisième fondation bénédictine en Asie après celle de sur les hauts-plateaux de Dalat en 1936 supprimée en 1856, et celle de Thien An près de Hué en 1940. Un père spiritain fit don de son terrain. Mgr Jean-Baptiste Chabalier désirait une présence monastique chrétienne dans un pays profondément imprégné par le monachisme bouddhiste, afin d' "accoutumer le monachiste chrétien en pays khmer".
Le monastère devint un prieuré quelque temps après l'installation des moines, étant ainsi subordonnée à l'Abbaye Sainte-Marie de la Pierre-qui-Vire et rattachée à la province française de la Congrégation de Subiaco.
En 1967, face à l'évolution des évènements au Vietnam et au Cambodge, la retraite annuelle des frères de Kep est prêchée sur le thème du martyre dans la tradition monastique.

### De 1970 à 1975

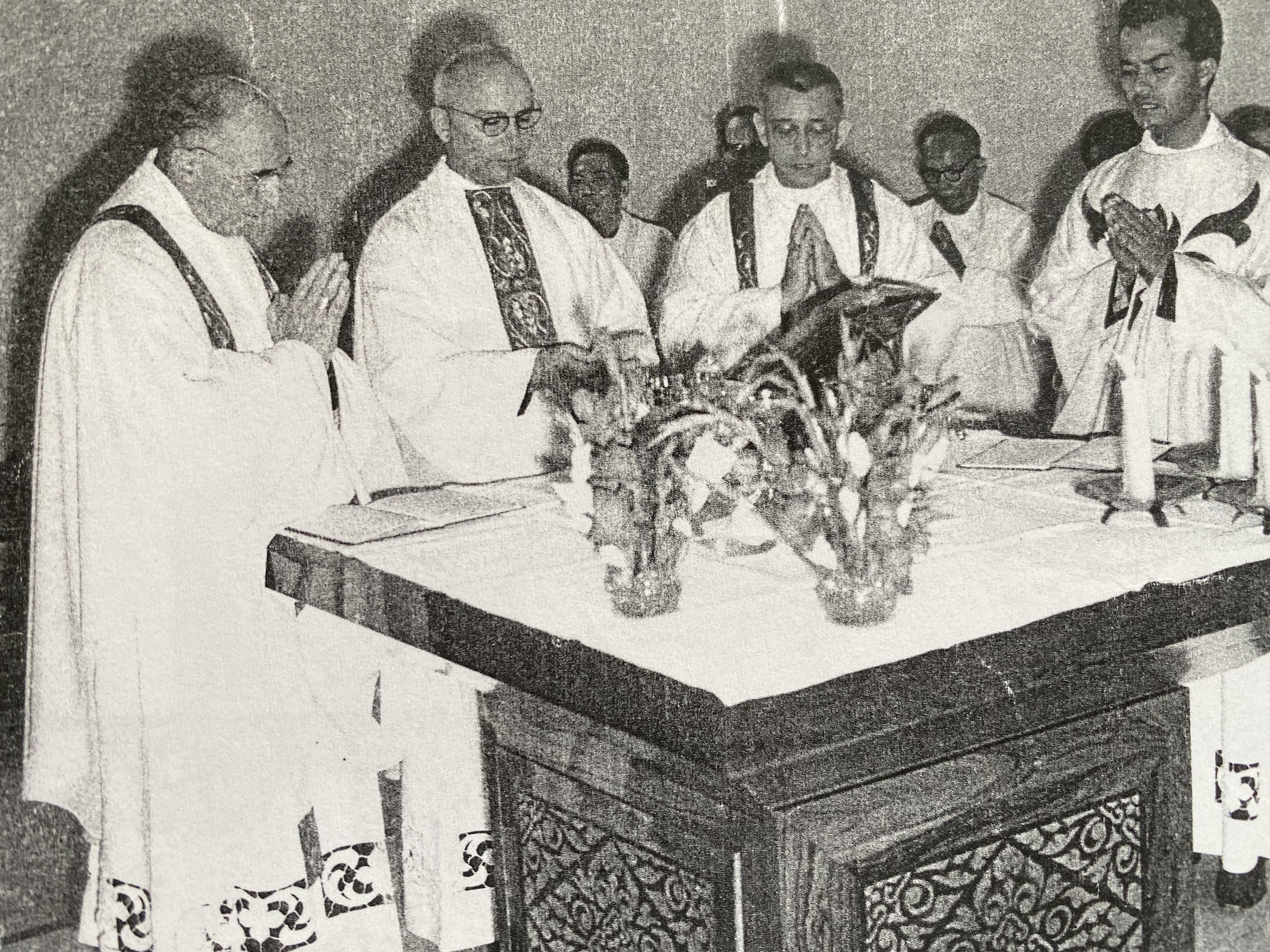
Yves Ramousse et Paul Tep Im Sotha concélébrant la Sainte Eucharistie en langue khmère à la chapelle du monastère de Kep après la réforme liturgique du Missel de 1970.

Au début de l’année 1970, la communauté comptait 19 moines et une dizaine de postulants, répartis en quatre nationalités : française (dont un prêtre des Missions étrangères de Paris), vietnamienne, chinoise et khmère. Quatre moines et trois postulants étaient khmers. Pour Dom Jean Leclercq, il s'agissait là d'une certaine "pentecôte cambodgienne".  
Durant la République khmère instaurée par Lon Nol le 18 mars 1970, de nombreuses persécutions anti-vietnamiennes traversèrent le pays, affectant considérablement l'Église catholique au Cambodge, essentiellement composée de Vietnamiens. Tous les moines d’origine vietnamienne furent alors contraints de quitter le Cambodge. Il ne restait que onze moines, français et khmers, dans le monastère.
Devant la situation dramatique engendrée par la guerre civile cambodgienne, les moines quittèrent Kep pour se réfugier au Grand Séminaire de Phnom Penh.

### La fin
Le 14 avril 1975, Mgr Yves Ramousse, vicaire apostolique de Phnom Penh depuis 1963, célébra une dernière messe dans la cathédrale de Phnom Penh et ordonna Joseph Chhmar Salas évêque coadjuteur de Phnom Penh. Les moines furent présents à cette cérémonie.
Le 17 avril 1975, lors de la prise de Phnom Penh par les Khmers rouges, les moines furent emmenés à Prek Phneou, à quelques kilomètres au nord de Phnom Penh. Les Khmers Rouges séparèrent les moines français des moines khmers.
Tous les moines non khmers furent alors forcés de quitter le pays sous peine d’être tués et partirent pour le Viêt Nam ou la France.

### Depuis 1975
Il ne reste plus rien du monastère de Kep, celui-ci ayant été rasé par les Khmers rouges, si ce n’est une partie du porche de l’entrée de la chapelle. Un orphelinat d’Enfants d’Asie a été construit sur les ruines.
Les moines survivants ne sont jamais revenus au Cambodge,, à l'exception d'un frère, actuellement moine de l'Abbaye Saint-Guénolé de Landévennec, venu y célébrer une messe en 2019 pour le 50e anniversaire de sa profession religieuse, qu'il avait faite en ce monastère de Kep [réf. souhaitée]. Il est actuellement (en 2020) le dernier survivant de la communauté de Kep[réf. souhaitée].

## Inculturation au Cambodge

### Rapprochement du monastère avec le milieu khmer
Dans les années 1960, sous l'impulsion du Concile Vatican II et de Mgr Yves Ramousse, l’Église catholique présente au Cambodge, cherchait à mieux se faire connaître auprès des populations khmères par le biais de l'inculturation. Le monastère créa une série de chants religieux en Khmer, une première pour un pays habitué à avoir des chants vietnamiens ou français.
Le monastère comprenait, au cours de son existence, quatre religieux khmers : un prêtre et trois frères profès et chercha à mieux connaître le Bouddhisme notamment par le dialogue et la rencontre avec les moines bouddhistes,.
Sa notoriété s'accrut auprès des bouddhistes surtout durant la guerre civile cambodgienne.

### Le père Jean Badré
Le père Jean Badré fut moine au Monastère bénédictin de Kep. Dans les années 1960, avec l'accord de la communauté, il quitta le monastère pour tenter de fonder un monastère à Chomnom, village situé près de Battambang, afin d'expérimenter un type de vie monastique plus proche des populations cambodgiennes locales. Étant le seul moine français choisissant de rester au Cambodge après la prise du pays par les Khmers rouges, il fut assassiné, en même temps que le Préfet apostolique de Battambang de l'époque, Mgr Paul Tep Im Sotha, par les Khmers rouges le 30 avril 1975, près de la frontière thaïlandaise.

### Procès de béatification
Le 1er mai 2015, Mgr Olivier Schmitthaeusler, vicaire apostolique de Phnom Penh depuis 2010, a ouvert le processus de béatification de trente-cinq personnes chrétiennes mortes sous le régime des Khmers rouges. Parmi ces personnes figurent quatre moines bénédictins de Kep : le père Bernard Chhim Chunsar (ប៊ែណា ជីមជុនសា), deux frères profès, Dany Seng Nimith (ដានី សេងនិមិត្តរំដួល) et André Rath Rumchuor (អានតេរេ ស៊ុនស៊ូរ៉ាវី) et le père Jean Badré.